# Шумяцкий, Борис Яковлевич
Борис Яковлевич Шумя́цкий — советский учёный, ветеран Советской Армии (1940—1960), подполковник в отставке. Лауреат Сталинской премии третьей степени (1951). Специалист в области экспериментальной аэродинамики, проектирования аэродинамических экспериментальных установок. Кандидат технических наук (1940), доцент (1947).

## Биография
По окончании рабфака при Московском нефтяном институте имени И. М. Губкина в 1931 году поступил в Московский энергетический институт имени В. М. Молотова. После окончания МЭИ имени В. М. Молотова (1936) остался в альма-матер инженером.
В 1940 году был призван на военную службу. В 1944 году назначен на должность инженера аэродинамической лаборатории ВВИА имени профессора Н. Е. Жуковского.

## Награды и звания
- Сталинская премия третьей степени (1951) — за создание строительной конструкции.